# Megacheira
Los megaqueiros (Megacheira; del gr. mega, "grande" y cheir, "mano": "grandes manos") o megaqueiranos ("megacheirans" en inglés) son una clase extinta de artrópodos depredadores cuya característica más notoria era la presencia de un par de grandes apéndices cerca de la cabeza, de ahí el nombre científico de la clase, así como también el nombre común, "artrópodos de grandes apéndices", como son llamados en algunos estudios. 
Sus estructuras neurales y apéndices deutocerebrales se asemejan a las de los quelicerados. La mayoría de ellos se encontraron en ambientes marinos de todo el mundo desde el Cámbrico inferior hasta el medio. Los megaqueiros fueron componentes importantes de varias faunas, como las de los Lagerstätten Burgess, Wheeler y Maotianshan. 

## Descripción
La mayoría de los megaqueiros eran pequeños artrópodos con longitudes corporales inferiores a 5 cm, sólo algunas especies alcanzaron longitudes superiores, como Leanchoilia (unos 7 cm), Yawunik (más de 9 cm) y Parapeytoia (se desconoce la mayor parte del cuerpo, pero sólo la mitad delantera supera los 10 cm). El cuerpo es a menudo alargado, como el de un camarón, distinguiéndose una cabeza con segmentos corporales fusionados anterior y posteriormente, y un cuerpo dividido en doce o más segmentos.